# آلته‌فیر، نوردن‌فلد
التویر، نوردنولد (به هلندی: Alteveer, Noordenveld) یک منطقهٔ مسکونی در هلند است که در Noordenveld واقع شده‌است.